# Comté de Cerro Gordo
Le comté de Cerro Gordo est un comté de l'État de l'Iowa, aux États-Unis.
Le comté de Cerro Gordo fut nommé d'après la Bataille de Cerro Gordo qui se déroula le 18 avril 1847 durant la guerre américano-mexicaine.